# 北京喜訊到邊寨
《北京喜訊到邊寨》，是由中國作曲家鄭路和馬洪業創作的一首管弦樂曲。該作品原爲鄭路創作的一首管樂合奏曲，後與馬洪業合作，于1976年12月改爲管弦樂曲。時值“粉碎四人帮”，作品表現了這一消息傳到西南邊寨時，山寨人民歡騰慶祝的情景。作品为多段体结构，并汲取了苗族和彝族民間音樂中的一些藝術表現形式。